# Вицмансберг
Вицмансберг (њем. Witzmannsberg) општина је у њемачкој савезној држави Баварска. Једно је од 38 општинских средишта округа Пасау. Према процјени из 2010. у општини је живјело 1.748 становника. Посједује регионалну шифру (AGS) 9275160.

## Географски и демографски подаци
Вицмансберг се налази у савезној држави Баварска у округу Пасау. Општина се налази на надморској висини од 495 метара. Површина општине износи 18,7 km². У самом мјесту је, према процјени из 2010. године, живјело 1.748 становника. Просјечна густина становништва износи 93 становника/km².